# Barranc de la Conca (Aldover)
El Barranc de la Conca, en alguns trams anomenat barranc de la Conca de Sant Julià, és un barranc dels termes municipals d'Alfara de Carles, d'Aldover i de Xerta, a la comarca catalana del Baix Ebre.
És la continuació del barranc del Toscar, a prop i a llevant del Castell de Carles, des d'on davalla cap al nord-est. Passa pel sud d'Alfara de Carles, ran de la piscifactoria de l'Ullal, i de la capella de Santa Llúcia, més tard de la Granja de Liberto, i del Molí de Julià, que sempre deixa al costat nord, lloc on el curs del barranc emprèn la direcció est. A partir d'aquell lloc troba, ara sempre al sud, el Molí de les Planilles, i el Mas de Cifuentes, fins que rep per l'esquerra el barranc Fondo. En aquell lloc deixa al nord el Mas de la Xurrera i al sud el Mas de Catuda, així com la Pedrera, i poc després abandona el terme municipal d'Alfara de Carles per tal d'entrar en el d'Aldover, tot i que en el primer tros fent de termenal entre Aldover i Xerta.
Ja totalment en terme d'Aldover, passa al nord de les partides de les Olles i los Paülencs, més tard al sud de la de Sansor, on rep per l'esquerra el barranc de Sansor, i enfoca cap al nord-est el darrer tram, per les Planes d'Alfara cap al costat de ponent d'Aldover, deixant al nord-oest les partides de les Creus i Bordans, on hi ha la Granja de Rossell, travessa la Finca de Xineca i la Vall de la Conca, on hi ha la Granja de Targa i el Mas de Pecunya, deixa enrere l'Horta de Riu, i s'aboca a lo Riu, l'Ebre, al nord-oest d'Aldover, fent novament de termal amb Xerta.